# I Won't Change You
«I Won't Change You» (en español: «No Te Cambiaré») es el segundo sencillo del álbum Shoot from the Hip de la cantante Sophie Ellis-Bextor.

## El sencillo
"I Won't Change You" consiguió un Número 9 en las listas de ventas del Reino Unido. El sencillo fue publicado el mismo día en que Victoria Beckham publicase su sencillo "Let Your Head Go", alcanzando su primer Número 1 en toda su carrera.
A pesar de que "I Won't Change You" alcanzase el Número 9, el sencillo se mantuvo durante meses en el Top 100 Singles del Reino Unido, mientras que el sencillo de Victoria Beckham, "Let Your Head Go/Your Groove" estuvo en el n.º 3.
"I Won't Change You" fue un gran éxito en las listas de ventas de toda Europa, Asia y Australia. En cambio, el sencillo llegó a Estados Unidos en febrero del 2004, alcanzando el nº139 en EE. UU. y el nº110 en Canadá. En España debutó en el Número 32 de las listas de ventas españolas, pero sonó mucho en las pistas de baile de Ibiza.

## Listado de canciones
CD 1
1. «I Won't Change You» [Radio Edit] (3:41)
2. «I Won't Change You» [Solaris Vocal Mix] (4:07)
3. «Yes Sir, I Can Boogie» (3:59)
4. «I Won't Change You» [Videoclip] (3:50)

CD 2
1. «I Won't Change You» [Radio Edit] (3:41)
2. «Murder On The DanceFloor» [Phunk Investigation Vocal Mix] (8:41)
3. «I Won't Change You» [Videoclip] (3:50)

CD 3
1. «I Won't Change You» [Radio Edit] (3:41)
2. «I Won't Change You» [Full Intention Vocal Mix] (7:27)
3. «I Won't Change You» [Solaris Vocal Mix] (4:07)
4. «Murder On The DanceFloor» [Parky & Birchy Vocal Mix] (7:24)
5. «I Won't Change You» [Videoclip] (3:50)

CD 4 [ENHANCED]
1. «I Won't Change You» [Radio Edit] (3:41)
2. «I Won't Change You» [Full Intention Vocal Mix] (7:27)
3. «I Won't Change You» [Solaris Vocal Mix] (4:07)
4. «Yes Sir, I Can Boogie» (3:59)
5. «Mixed Up World» [Remix] (5:12)
6. «Murder On The DanceFloor» [Phunk Investigation Vocal Mix] (8:41)
7. «Murder On The DanceFloor» [Parky & Birchy Vocal Mix] (7:24)
8. «Music Gets The Bets Of Me» [Radio Mix] (3:28)
9. «I Won't Change You» [Videoclip] (3:50)

- Datos: Q1410830